# Dave Murray
David Michael "Dave" Murray (Londres, 23 de dezembro de 1956) é um músico britânico, conhecido por ser o guitarrista da banda  britânica de heavy metal Iron Maiden. Junto com o baixista e líder da banda Steve Harris, Murray é o único integrante a tocar em todos os álbuns do grupo. Dave está no Iron Maiden desde de 1976, saiu por um breve período em 1977, porém na primavera do ano seguinte Murray foi convidado a se juntar novamente com o Iron Maiden, no qual ele permaneceu até hoje. É amplamente considerado um dos melhores e mais influentes guitarristas da história do heavy metal.

## Biografia
Dave, assim chamado por seus fãs, tem duas irmãs, Pauline (seis anos mais velha) e Janet (três anos mais nova). O sobrenome Murray tem origem na mistura de sangue irlandês e escocês da família do pai de Dave. A mãe de Dave costumava trabalhar como faxineira em meio período enquanto que seu pai era aposentado precocemente devido a uma doença. O dinheiro entrava irregularmente e, como resultado, a família vivia se mudando de região. Frustração e pobreza levavam os pais de Dave a brigas. Quando isso ocorria a mãe de Dave levava as crianças para o depósito do Exército da Salvação mais próximo, onde costumavam passar semanas protegidos dos ocasionais ataques de fúria do pai.
O jovem Dave logo se interessou por música, chegando mesmo a fazer uma guitarra de cartolina para fazer mímica com os discos dos Beatles das irmãs. Também arriscava brincar com o piano de um bar que ficava na parte de baixo de um conjunto que moraram durante algum tempo. Em 1970 sua família finalmente arranjou uma moradia mais firme em Clapton em Londres. E assim como seu futuro companheiro Steve Harris e muitos outros adolescentes do East End, durante um tempo Dave se tornou um Skinhead. Ao contrário de Steve, no entanto, ele adotou o corte de cabelo típico da época. E estava, regularmente, "me metendo em confusão - brigas de rua e coisas assim". Durante quase dois anos Dave viveu a movimentada vida de turbulência urbana, antes que fosse para o extremo oposto. Nesta época, também num paralelo à do colega por vir, Steve Harris, Dave estava ouvindo muito Reggae com sua turma de Skinhead. O momento que mudou completamente a vida de Dave e que o levou a ter uma carreira que parecia impossível na sua época de coturnos e cabeça raspada ocorreu aos 15 anos, quando ele ouviu pela primeira vez a música 'Voodoo Child (Slight Return)' do Jimi Hendrix no rádio. O amor de Dave pelo rock abrangeu tudo que se referia à chamada "cultura" do assunto: Dave deixou seu cabelo crescer muito (o que trouxe muitas chacotas de seus antigos colegas Skinheads), adotou roupas hippies e passou a ler a bíblia do rock da época, o jornal Melody Maker. Começou também a frequentar shows e a sair com um novo bando de amigos, sendo que o mais chegado deles era um cara chamado Adrian Smith. Na época que deixou a escola aos 15 anos, Dave já tinha descartado a ideia de encontrar "um trabalho sério". Ao invés disso queria uma carreira como guitarrista, sonhando com o sucesso. Adrian diz que já naquele tempo era "uma espécie de rock star do pedaço: tocava já há uns oito meses e tinha aperfeiçoado alguns acordes e todo mundo estava muito impressionado".

## Carreira
Seu primeiro grupo foi um trio chamado Stone Free (nome tirado de uma música de Jimi Hendrix, claro) , que ele e Adrian formaram com um outro colega de escola. Dave e Adrian continuaram tocando juntos em vários conjuntos mais ou menos improvisados até o final da adolescência, escrevendo algumas canções de vez em quando e conversando muito sobre o que fariam se conseguissem sucesso. Mas havia uma diferença: Adrian era mais voltado à composição e queria ter sua própria banda, sempre. Dave, ao contrário, vivia fazendo testes para outras bandas, ansioso para alcançar seu objetivo de viver de música. Como resultado destes, Dave recebeu convite para entrar numa banda chamada Electric Gas.
Logo depois pintou outro "um tipo de banda meio doida de punk", chamado The Secret. Com eles Dave gravou a primeira música, chamada 'Café De Dance' e saiu em um compacto através de um selo independente. De qualquer modo Dave deixou o The Secret pouco depois do compacto ter sido lançado. Isso ocorreu depois dele encontrar duas figuras interessantes que buscavam um guitarrista: uns certo Dennis Wilcock (com quem já tinha tocado em outra banda, o Warlock) e um novato chamado Steve Harris. Naquele tempo a banda,  que viria a ser o Iron Maiden, estava usando o trailer de um namorado da irmã de Steve, Linda, que o tinha emprestado para que pudessem fazer testes dos novos membros. Naquela época a banda ficou com apenas um guitarrista durante um bom tempo, logo após a saída dos dois membros originais, Sullivan e Rance. Mas haveria um problema no caminho. Embora impressionados com o estilo de Dave tocar, alguns meses depois houve uma briga entre Dennis e Murray.
O que Dave fez foi se juntar a outra banda que começava a despontar no mesmo circuito do East End que fazia a fama do Iron - o Urchin. Liderada pelo seu antigo amigo Adrian Smith. O Urchin tinha assinado como pequeno selo DJM, que previa dois compactos mais uma opção de um LP. Seu primeiro single 'Black Leather Fantasy' já tinha sido gravado, mas ainda não tinha sido lançado. Valentemente a banda voltou aos estúdios com Dave para fazer o segundo, que tinha o título de 'She's a Roller', que só chegaria nas lojas em 1980.

### Iron Maiden

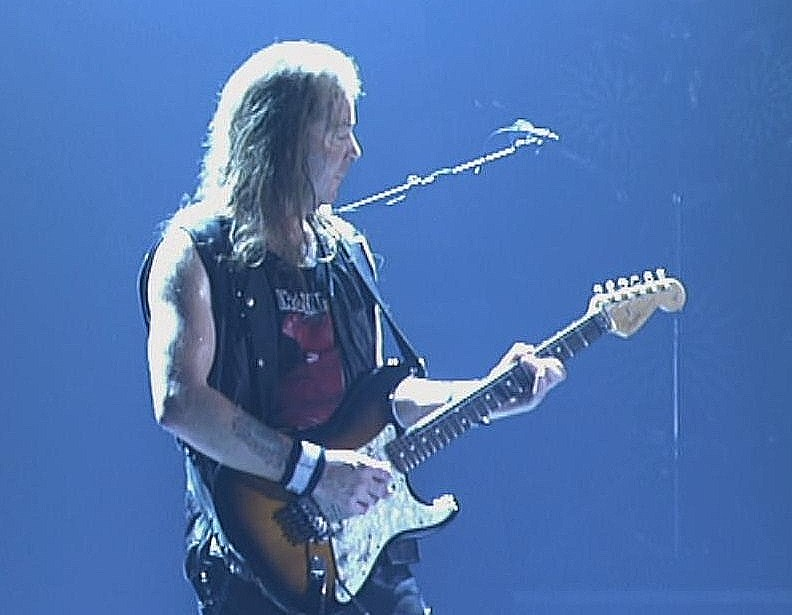
Dave Murray em 2003.

Enquanto isso as coisas no Iron Maiden estavam indo de mal a pior, com mudanças constantes, entrada de pessoas que não conseguiam satisfazer o som que Steve Harris queria e coisas do tipo, culminando com a inesperada saída de Dennis Wilcock às vésperas de uma importante apresentação. A situação estava tão ruim que Steve Harris resolveu recomeçar tudo do zero. Uma vez tomada esta decisão a primeira coisa em que pensou foi em buscar as pessoas certas. E Dave era uma delas começava então uma nova história com o Iron Maiden e Steve Harris jamais deixaria Dave sair do barco.
Junto com bandas como Saxon, Def Leppard, Samson, entre outras, o Iron Maiden liderou a New Wave of British Heavy Metal. Após dezenas de mudanças de formação em 1978 o Iron Maiden estava estabilizado com Steve Harris no Baixo, Dave Murray na guitarra, Paul Di'Anno nos vocais e Doug Sampson na bateria. Esta formação gravaria o compacto "The Soundhouse Tapes", com as músicas "Prowler", "Invasion" e "Iron Maiden". O single vendeu mais de três mil copias e despertou o interesse da gravadora EMI sobre a banda que assinou contrato em 1979, participando de algumas coletâneas e lançando o single "Running Free". Com o novo guitarrista Dennis Straton e Clive Burr na bateria, em 1980 a banda lança seu primeiro disco intitulado Iron Maiden (álbum). Este é o único álbum da banda em que há uma canção escrita exclusivamente por Dave: Charlotte the Harlot. Esta música é a primeira de quatro que contam a história de uma prostituta. Logo depois do primeiro disco o guitarrista Dennis Straton foi substituído por Adrian Smith, e em 1981 lançaram Killers.
Em 1982, aconteceu uma das principais mudanças, o vocalista Paul Di'Anno abandonou a banda e foi substituído por Bruce Dickinson, que comandou o Iron Maiden durante sua melhor fase. Nesse mesmo ano, essa formação lançou The Number of the Beast, um dos maiores clássicos da história do Heavy Metal, além da faixa título, viraram sucessos "Run To The Hills", "Hallowed Be Thy Name", entre outras...
Já consagrado pelo público, em 1983, mais uma mudança, agora na bateria, sai Clive Burr e entra Nicko McBrain, e o lançamento de Piece Of Mind, e mais sucesso. Essa formação, que foi a que durou mais tempo até hoje, ainda lançaria os bem sucedidos, Powerslave (1984), Live After Death (1985), que é o primeiro ao vivo oficial, Somewhere in Time (1986) e Seventh Son of a Seventh Son (1988).
Em 1989, saiu o guitarrista Adrian Smith e entrou Janick Gers, para o lançamento de No Prayer for the Dying (1990) e outro clássico do Heavy Metal Fear of the Dark (1992), que também rendeu diversos sucessos...
Em 1993, foi um festival de discos ao vivo, A Real Live One e A Real Dead One, que hoje são comercializados como um só, com o nome de A Real Live Dead One, e o Live at Donington, gravado no maior festival de Heavy Metal do mundo. Ainda em 1993 aconteceu o inesperado o vocalista Bruce Dickinson abandonou a banda em troca da carreira solo. Para o seu lugar foi organizado uma disputa mundial, com os melhores vocalistas do mundo. O brasileiro Andre Matos (Ex-Angra e Viper) foi um dos concorrentes que acabou em 3º, sendo o  vencedor Blaze Bayley, vindo da banda inglesa Wolfsbane.

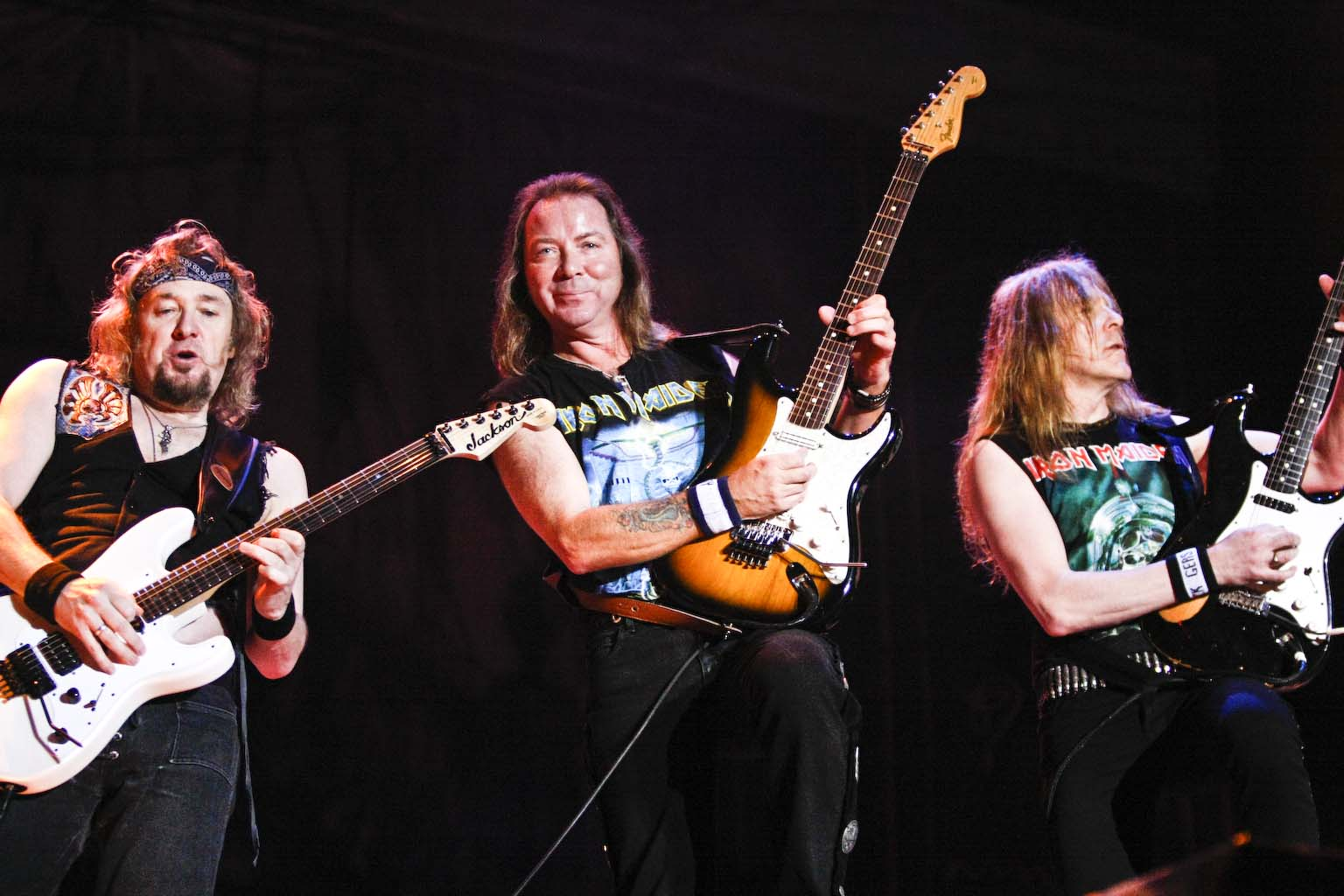
Adrian Smith, Dave Murray e Janick Gers.

Com essa formação lançaram em 1995 The X Factor, que não agradou muito os fãs, por causa do vocal... Em 1996 lançaram Best of the Beast uma coletânea com os maiores sucessos, desde o compacto "Soundhouse Tapes", até "The X Factor". Em 1998 lançaram The Virtual XI, que agradou um pouco mais os fãs.
Em 1999 acontece o que a maioria dos fãs queriam, Blaze Bayley é dispensado da banda, por causa das críticas e a diferença no timbre vocal. Para o seu lugar volta Bruce Dickinson e com ele vem o guitarrista Adrian Smith, outro ex-Iron Maiden. Agora é um sexteto, com 3 guitarras... Nesse mesmo ano, em comemoração as voltas é lançado o jogo "Ed-Hunter", que inclui uma coletânea com as 20 músicas mais votadas no site oficial. Em 2000, é lançado o primeiro álbum oficial com o sexteto, Brave New World, que foi muito bem aceito pelos fãs e critica.
Em 2002 diversos lançamentos, o ao vivo Rock in Rio; a coletânea Edward the Great e a caixa Eddie's Archive contendo três discos de raridades: "BBC Archive"; "Beast Over Hammersmith"; "Best Of The B'Sides".

## Estilo
Dave é conhecido por sua precisão e estilo rápido de tocar, sua grande característica é a velocidade alinhada à precisão dos ligados (Hammer-ons e Pull-offs) e sweep picking, ele usa isso em todos os seus solos. Murray também usa com frequência a técnica de alavanca.

## Reconhecimento
Dave Murray já foi eleito por diversas vezes como um dos melhores guitarristas de rock/metal e já entrou nas seguintes listas:
| Ano  | Revista/Site   | Lista                                           |
| ---- | -------------- | ----------------------------------------------- |
| 2015 | loudwire.com   | Top 50 Hard Rock + Metal Guitarists of All Time |
| 2004 | Guitar World   | 100 Greatest Heavy Metal Guitarists Of All Time |
| 2014 | Gibson         | Top 10 Metal Guitarists of All Time             |
| 2011 | MusicRadar.com | The 20 Greatest Metal Guitarists Ever           |

## Discografia
- 1980 - Iron Maiden
- 1981 - Killers
- 1982 - The Number of the Beast
- 1983 - Piece of Mind
- 1984 - Powerslave
- 1986 - Somewhere in Time
- 1988 - Seventh Son of a Seventh Son
- 1990 - No Prayer for the Dying
- 1992 - Fear of the Dark
- 1995 - The X Factor
- 1998 - Virtual XI
- 2000 - Brave New World
- 2003 - Dance of Death
- 2006 - A Matter of Life and Death
- 2010 - The Final Frontier
- 2015 - The Book of Souls

## Equipamento
- Dave tem dois modelos de guitarras Fender Stratocaster,[5][6] incluindo um modelo de 1957 que pertenceu a seu ídolo Paul Kossoff, guitarrista da banda Free[7]
- Power Amp-Marshall 9200
- Pré amp-Marshall jmp-1
- Rack-Marshall jfx-1
- Pedal-Rocktron midi mate footswitch, Pete cornish switem system